# تسولپیش
شهر تسوپلیش (به آلمانی: Zülpich) در ایالت نوردراین-وستفالن در کشور آلمان واقع شده‌است.